# Saliciuro
Il saliciuro o anche saliciurizzazione è una tecnologia usata nell'industria microelettronica, in particolare nella fabbricazione dei dispositivi a semiconduttore su wafer di silicio (ad esempio dispositivi CMOS). 
Il termine saliciuro deriva dall'inglese, "self-aligned silicide" ossia siliciuro auto-allineato, dal momento che questa tecnologia non prevede l'utilizzo di processi di litografia e rimozione, come invece avviene per altre tecnologie simili (ad esempio ).

## Descrizione

Processo di saliciurizzazione

Scopo di questa tecnologia è la crescita di un film di siliciuri di un metallo di transizione su aree di silicio mono e poli-cristallino del wafer, evitando la reazione del metallo di transizione con altri materiali presente (ad esempio: ossido di silicio e nitruro di silicio).

## Chimica
I metalli di transizione tipicamente usati nella tecnologia saliciuro sono titanio, cobalto, nichel, platino e tungsteno. La sfida nel processo chimico di saliciuro è quella di controllare la specifica fase (composto) formato dalla reazione metallo-silicio. Il cobalto, ad esempio, può reagire formando Co2Si, CoSi, CoSi2, e altre molecole. Tuttavia solo il CoSi2 ha bassa resistività per creare un contatto elettrico. Per alcuni composti, la fase ad alta resistenza non è termodinamicamente stabile, come nel C49-TiSi2, che è metastabile rispetto alla fase a bassa resistenza C54.
Altro problema è la crescita laterale, in particolare sotto il gate, che manda in corto circuito il dispositivo.